# كاراكول (مدينة)
كاراكل هي مدينة من مدن هايتي. يبلغ عدد سكانها 6,236 نسمة وذلك حسب إحصائيات سنة 2003. يبلغ ارتفاع المدينة عن سطح البحر قرابة 3 متر.